# Редова разредка
В типографията редова разредка (също лединг от английски: leading или дурхшус от немски: Durchschuss) е разстоянието между последователните редове в текст; точната дефиниция обаче варира. В дните на ръчния набор тя се отнася до тънките ленти от олово, които са били вмъквани във формите, за да се увеличи вертикалното разстояние между буквените редове; в този случай разредката се дефинира като разликата между кегела на буквите и разстоянието между шрифтовите линии на два последователни реда. Например, ако е зададен кегел от 10 пункта и разстояние между шрифтовите линии от 12 пункта, редовата разредка ще бъде 2 пункта; с други думи, редова разредка от 2 пункта означава, че има разстояние от 2 пункта от долната граница на горния буквен ред до горната граница на долния. В наши дни обаче понятието се използва широко в смисъл просто на разстоянието между две последователни шрифтови линии, вероятно защото съвременният софтуер за оформление на текст борави точно с този показател, вместо с виртуална оловна лента.
Терминът leading все още се използва в съвременния софтуер за оформление на страници като QuarkXPress и Adobe InDesign. В ориентирания към крайни потребители софтуер за текстообработка обикновено се говори за (inter)line spacing (букв. междуредово разстояние), което всъщност е по-точно описание на първоначалното значение.

## Произход на думата „лединг“
Английският термин leading идва от думата за олово, lead (произнасяна /led/), поради традиционния способ за създаване на редова разредка. При ръчно набиране на текст за печатарска преса между редовете букви се вмъкват ленти от олово с подходящи дебелини, за да се осигури вертикално отстояние, което улеснява четенето.
Понякога на английски се изговаря погрешно като /liːdiŋ/, тъй като lead (/led/, ‘олово’) се пише еднакво с глагола lead (/liːd/, ‘водя’). По същата причина на български се среща с погрешното произношение „лийдинг“ и погрешния превод „водач“.

## Практики
Редовата разредка може да се използва за подобряване четливостта на страница или блок от текст. Стандартната разредка, използвана при печатането, обикновено е +2 пункта за механично набран основен текст или +20% при цифров набор. И в двата случая при шрифт от 10 пункта обичайната редова разредка е 12 пункта или съотношение 10/12, което се счита за единична разредка. Някои дизайнери на шрифтове препоръчват редова разредка между 120% и 145% от размера на шрифта.
Двойната редова разредка (200%) е утвърдена практика от ерата на пишещите машини и позволява добавяне на ръкописни коментари и коректорски означения при редакция и корекция на разпечатана чернова. Пишещите машини предлагат ограничени възможности за разстояние между редовете и подразбираната настройка е за двойна разредка. Тя увеличава размера на неизползваното пространство на страницата и намалява броя на редовете на страница. Твърде голямата разредка може да предизвика проблеми със свързаността на текста, тъй като очите на читателя трябва да прескачат по-голямо разстояние между редовете.
Текст, който е набран плътно, без междуредови пространства, изглежда сбутан, като горните дължини на буквите почти се допират до долните дължини на тези от предишния ред. Липсата на празно пространство между редовете затруднява преминаването на погледа от ред на ред, прави „коридорите“ по-очевидни и влошава четливостта.

## Проблеми
Редовата разредка може да бъде повлияна от различни проблеми, като всеки от тях може да бъде отстранен или дори използван в полза на печатаря. Отрицателната редова разредка от рода на 12/10 може да се разглежда като пречка за четливостта. Тя би направила текста по-труден за четене, тъй като би сгъстила редовете, намалявайки пространството между тях и възпрепятствайки четимостта. Въпреки това, при кратки текстове отрицателната редова разредка може да подчертае посланието на текста и да повиши ефективността му. Отрицателната редова разредка може да бъде повлияна от долните и горните дължини на определени букви. Буквите с високи горни дължини и ниски долни дължини могат да си пречат между редовете, ако разредката е достатъчно малка, за да им позволи да се допират. Писмените текстове с няколко части, които изискват отделна редова разредка, могат да доведат до проблеми с непрекъснатостта на текста. Писмените текстове трябва да имат стандартна редова разредка, която не се променя от страница на страница. В някои случаи е необходима промяна на междуредовите разстояния, например, когато в текста се включва блоков цитат. Редовете от двете страни на страницата (ректо/версо) трябва да съвпадат по вертикала. Ако редовата разредка варира в рамките на страницата, тази конвенция може да бъде изцяло нарушена. Шрифтовете също могат да повлияят на необходимостта от редова разредка. Никои два шрифта не са точно еднакви и свойствата на много от тях налагат определена редова разредка. По-тъмните шрифтове изискват по-широки междуредови пространства от по-светлите. Същото се отнася и за серифните шрифтове спрямо безсерифните. Върху използваната редова разредка може да влияе и езикът на текста. Редовата разредка е важен аспект при печатане, тъй като може да подобри четливостта, но може да повлияе и на броя страници, тъй като по-големите междуредови пространства намаляват броя на редовете на страница. По този начин редовата разредка на дадена страница може да окаже силен ефект върху писмения текст.

## Примери
Този текстов блок е с подразбирана редова разредка:
Типография (гръцки: typos – „форма“, graphein – „пиша“) е изкуството и техниката на представяне на писмен текст чрез съчетание от шрифтови начертания, кегели, дължини на редовете и разстояния между редовете, между знаците и между думите, както и изготвяне на типографски произведения във физическа или цифрова форма.
Същият блок с редова разредка от 50% става по-лесен за четене:
Типография (гръцки: typos – „форма“, graphein – „пиша“) е изкуството и техниката на представяне на писмен текст чрез съчетание от шрифтови начертания, кегели, дължини на редовете и разстояния между редовете, между знаците и между думите, както и изготвяне на типографски произведения във физическа или цифрова форма.
Същият блок текст с редова разредка 100% отново е по-лесен за четене, но използва по-неефективно вертикалното пространство на страницата:
Типография (гръцки: typos – „форма“, graphein – „пиша“) е изкуството и техниката на представяне на писмен текст чрез съчетание от шрифтови начертания, кегели, дължини на редовете и разстояния между редовете, между знаците и между думите, както и изготвяне на типографски произведения във физическа или цифрова форма.

## В World Wide Web
В CSS под редова разредка се разбира разликата между височината на текста и стойността на свойството line-height. Половината от тази стойност се обозначава като „половин разредка“ (half-leading). Потребителските агенти центрират глифовете вертикално в правоъгълника на реда, добавяйки по половин разредка отгоре и отдолу. Например, ако текстовият откъс е с кегел „12pt“, а стойността на line-height е „14pt“, трябва да се добави 2 пункта отстояние: 1 пункт над текста и 1 пункт под него (това важи и при празен правоъгълник, все едно той съдържа текст с нулева височина).

## Вертикално двустранно подравняване
Редовата разредка може да се увеличи, за да се подравни долният ред на страницата. На английски това се нарича feathering, carding или vertical justification – вертикално двустранно подравняване.

## Нестандартни шрифтове
При механичния набор някои шрифтове имат по начало увеличена или намалена редова разредка. За да се постигне това, на тялото на по-голям шрифт се поставя по-малко изображение или обратното. Такива нестандартни шрифтове обикновено се наричат на английски bastard fonts. Обикновено се обозначават с размера на изображението и на тялото, разделени от наклонена черта, например 10/12, което означава шрифт от 10 пункта с тяло от 12 пункта, или 12/10 – 12-пунктов шрифт с 10-пунктово тяло.